# シャーリー・チザム
シャーリー・アニタ・チザム（旧姓セントヒル、英語: Shirley Anita Chisholm、1924年11月30日 - 2005年1月1日）は、アメリカ合衆国の政治家、教育者、作家。
1968年末の米下院選挙に当選してアフリカ系アメリカ人女性として初の米連邦議会下院議員となり、1969年から1983年までの7期14年間議員を務めた。1972年1月25日には民主党の大統領指名候補者予備選挙に、米2大政党では初めての黒人候補、また民主党としては初めての女性候補として出馬し、党大会では152票を獲得した（共和党では、1964年の大統領指名候補者選びに出馬したマーガレット・チェイス・スミス  (Margaret Chase Smith) が初の女性候補者である ）。

## 生い立ち
1924年11月30日、ニューヨーク市ブルックリン区に生まれる。父チャールズ・セントヒル (Charles St. Hill) は英領ギアナ出身で、キューバやバルバドスでの生活を経てニューヨークに来た移民で、母ルビー・シール・セントヒル (Ruby Seale St. Hill) はバルバドス南部の町クライストチャーチからニューヨークに移住し、お針子（裁縫婦）として働いていた移民であった。チャールズとルビーの二人はブルックリン中央部にあるバルバドス人地区で知り合い、やがて結婚して長女シャーリーを、翌年には次女オデッサ (Odessa) を、そして翌々年には三女ミュリエル (Muriel) を儲けた。チャールズは特別な技能のない単純労働者であったため、パン屋の下働きや工場労働者などとして生計を立てていたが、当時は大恐慌前の活況時代ではあったもの若い移民の一家にはそれ程の恩恵がもたらされることもなく、チャールズとルビーの収入だけでは生活は苦しかった。このため1928年のはじめ、シャーリーは二人の妹オデッサ、ミュリエルと共にバルバドスに住むルビーの母エミリー・シールに預けられることとなり、シャーリーはそれから1934年までの約7年間をバルバドスで過ごすこととなった。このときの体験についてシャーリーは自伝『Unbought and Unbossed』（1970年出版）の中で、「何年も後になってから、両親は私に本当に大事な贈り物をくれたんだということに気付きました。バルバドスの、あの伝統的で厳格な英国流の学校に私を通わせてくれたことです。私が今読み書きに不自由しないのはあのとき受けた教育のおかげです」と振り返っている。
10歳でアメリカに戻り女子高校を卒業したシャーリーは、1946年にブルックリン・カレッジで社会学を専攻し学士号を取得、1951年にコロンビア大学で初等教育学の修士号を取得した。卒業翌年チザムはブルックリンにある保育園園長の職につき、1年後の1953年からはマンハッタン区ローワー・イースト・サイドにあるハミルトン＝マジソン・チャイルドケアセンターの所長となった。この頃、著名な黒人弁護士を地元裁判所の弁護士として選出する活動で中心的な役割を演じて、これを成功させた。1960年にはニューヨーク市保育（デイケア）課のコンサルタントとなり、同市デイケアセンターのプログラムを監督している。

## 経歴

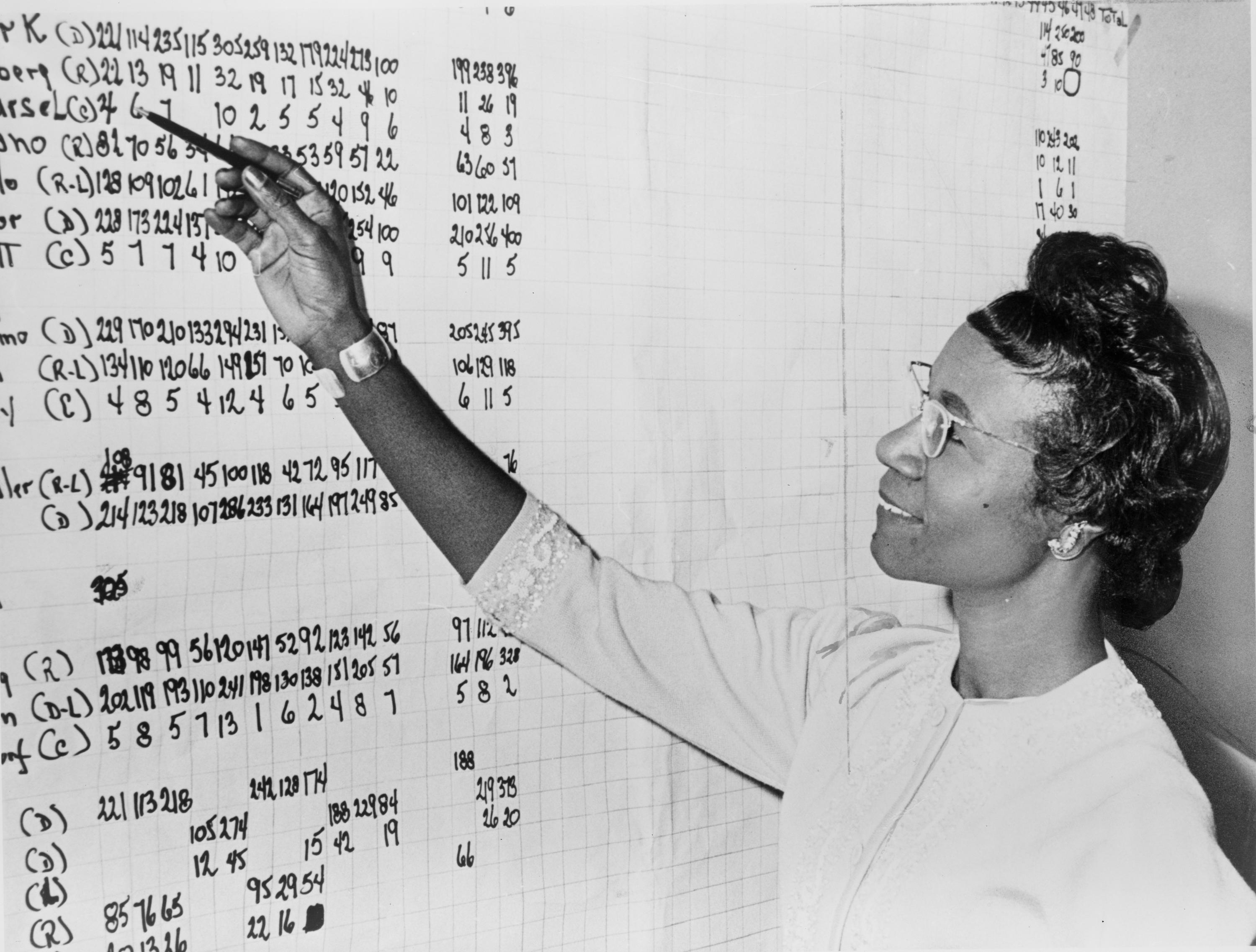
壁に貼られた表を見る州議会議員時代のチザム（1965年）

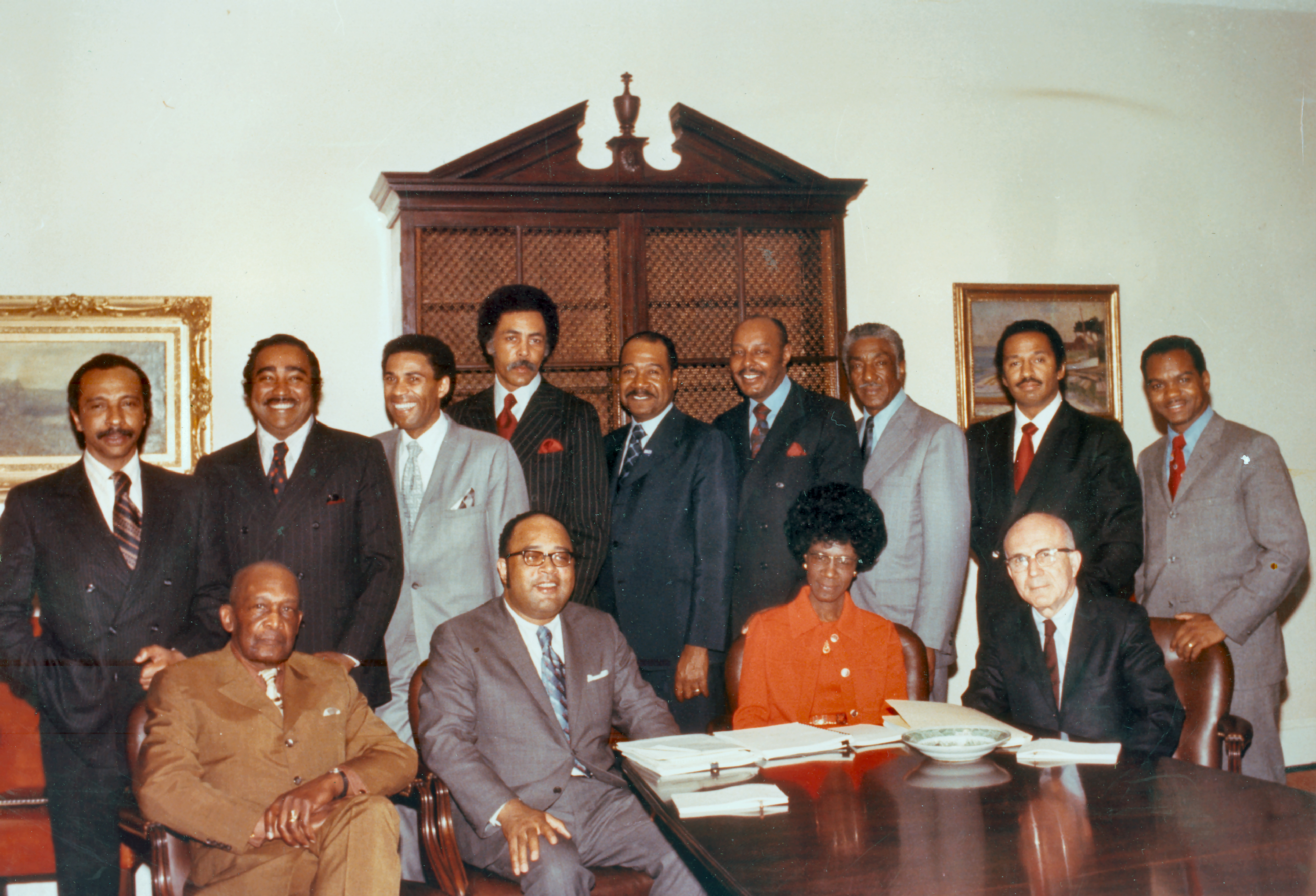
連邦議会黒人議員幹部会(CBC)の創立メンバー13名。前列右から2人目がチザム。

1964年、シャーリー・チザムはニューヨーク州議会議員選挙に出馬、当選した。4年後の1968年にはニューヨーク州下院第12区の民主党候補として出馬し、共和党候補ジェームズ・ファーマー  (James L. Farmer, Jr.)  を破って下院議員となった。黒人女性初の米連邦下院議員の誕生であった。
下院議員となったチザムは初め農業委員会のメンバーに任命されたが、都市部選出である自分の居る場所ではないと感じ、憤慨して別の委員会に再任してもらうよう働きかけ下院退役軍人問題委員会に再任された。この委員会はチザムにとってベストの選択というわけではなかったが「私の選挙区は、樹木の数より退役軍人の数の方が多い」としてこれを受けた。1970年、保育法案を起草し、同法案は下院上院ともに通過したが、当時のリチャード・ニクソン大統領が「これはアメリカの子供をソ連化する法案だ」として拒否権を発動し法案は無効となった。
1971年の下院院内総務選挙で、チザムは黒人議員であるジョン・コニャーズではなくヘイル・ボッグス  (Hale Boggs)  に投票した。選挙の結果ボッグスは院内総務に当選し、チザムは支持への見返りとして自身も望んでいた労働教育委員会のメンバーに任命され、1971年から1977年まで同委員会のメンバーとして活動した。
1972年アメリカ合衆国大統領選挙でチザムは民主党の大統領候補者指名予備選挙に出馬したが、選挙運動中に3度も暗殺されかけた。12の州で選挙戦を行い、ルイジアナ州、ミシシッピ州、ニュージャージー州などを制したが、接戦となったフロリダではジョージ・マクガヴァンに競り負けた。1972年の民主党全国委員会で行われた大統領候補指名投票において、マクガヴァンの対立候補ヒューバート・H・ハンフリーは象徴的意思表示として自身が獲得した黒人代理人が第1回投票でチザムに投票することを認め、チザムは152票を獲得した。チザムの支持層は人種的にさまざまで、ウーマンリブの代表的組織である全米女性機構 (National Organization for Women)  もチザムを支持していた。チザムは選挙戦について「勝つ見込みがなくても、純然たる意志の力を見せ、現状に決して泣き寝入りしないことをはっきりと示すため」出馬を決意したと語っている。チザムの立候補に刺激を受けたボランティアの中に、25年後に下院議員となったバーバラ・リーもいた。ベティ・フリーダンやグロリア・スタイネムはチザム支援のためニューヨークの代議員になろうともした。
1972年5月、政治的ライバルであり人種隔離廃止政策に反対するなど信条を異にするジョージ・ウォレスが凶弾に倒れた際、チザムはウォレスの病院に見舞いに行き黒人支持者から批判を浴びた。このとき「君たち（黒人たち）は僕のことをいったいなんて言うだろうね」と語るウォレスに対し、チザムは「彼らが何て言うかは私も分かってます。でも私はあなたに起こった事が他の誰にもに起こってほしくないんです」と答え、ウォレスは泣き崩れたという。数年後、チザムが国内の労働者に対する最低賃金権を保証する法案に取り組んでいたとき、ウォレスは下院を通過するのに必要なだけ南部選出下院議員の票を取りまとめる手助けをした。
1977年、チザムは下院民主党の幹部職である下院民主党幹部会幹事(Secretary)に選出され、1981年まで同職を務めた。この一方で、1971年には連邦議会・黒人議員幹部会  (Congressional Black Caucus) 、1977年には下院女性議員幹部会 (Congressional Women's Caucus) にその創立メンバーとして参加している。
下院在職中は一貫して都心部に住むスラム街住人たちが機会をうまく利用できるよう努力した。また徴兵制度には声を大にして反対し、教育や保健といった社会サービスの充実に支出を増やし軍事支出は減らすべきだと主張した。
チザムが自身の事務所で雇ったスタッフはすべて女性であり、その半数は黒人であった。チザムは、ニューヨーク州議会時代は自分が黒人でしかも女だということでもっとひどい差別を受けたと述べている。 
国家安全保障および外交面では、チザムは1950年施行の国内安全保障法（マッカラン法） (Internal Security Act of 1950) の廃止に尽力した。ベトナム戦争への介入や兵器開発の拡大にも反対した。カーター政権時にはハイチ難民の待遇改善を求めた
1970年代後半になると、チザムは議席への意欲を失いつつあるのではとの見方が選挙区民の間で取沙汰されるようになり、1982年、チザムは下院議員選挙への再出馬を見送る決断をする。下院議員引退について「シャーリー・チザムは、自分自身のための人生を送りたいのです」と語り、夫コンラッドとの離婚後6か月で再婚したアーサーとの時間を大切にしたいとの思いがその理由のひとつであったが、一方で1980年のロナルド・レーガン大統領就任後、社会の保守的風潮が強まりアフリカ系アメリカ人政治家の間でもその傾向が顕著であったため、チザムの白人政治家との話し合いを重視し協力関係を築こうとする政治姿勢が同僚政治家や選挙区民に誤解されることが多くなったのも一因とされ、「黒人だけでは何もできません。白人だけでもそうです。黒人の人種差別主義者と白人の人種差別主義者がいたら、黒人コミュニティと白人コミュニティとの間に橋をかけるのはとても難しいでしょう」と語っている。

## 私生活
コロンビア大学在学中にジャマイカの私立探偵コンラッド・チザム (Conrad Chisholm)と結婚し、結婚生活は1949年から1977年まで続いた。1978年にバッファロー在住のビジネスマン、アーサー・ハードウィック Jr. (Arthur Hardwick Jr.) と結婚したが、アーサーは1986年に死去している。チザムには子供はおらず、引退後はフロリダで余生を過ごした。

### 引退、死去

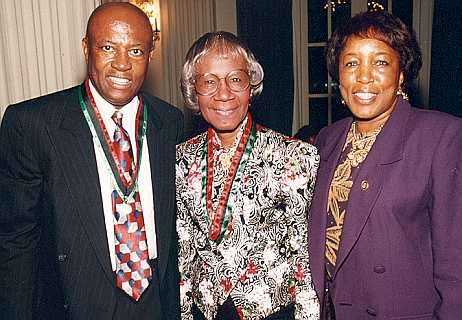
エドルファス・タウンズ 下院議員（左）とその妻グウェン・タウンズ夫人（右）と共に。

1982年、チザムは下院議員引退を表明し、その議席は1983年の選挙で民主党メジャー・オーウェンズ  (Major Owens)  が獲得した。
引退後チザムは教育分野で活動を再開した。1983年から1987年まではマウント・ホリヨーク大学で政治学や女性学を教え、1985年にはスペルマン大学  (Spelman College)  では客員教授として教鞭をとった。1990年には15名のアフリカ系アメリカ人らと共に「性と生殖にかんする自由を求めるアフリカ系アメリカ人女性たち  (African-American Women for Reproductive Freedom) 」という組織を立ち上げた。1993年、当時のクリントン大統領から在ジャマイカ大使への指名を受けたが、健康状態が優れず辞退している。同年、全米女性殿堂  (National Women's Hall of Fame)  に殿堂入りした。
引退後はフロリダに移住し、2005年1月1日フロリダ州オーモンドビーチで死去し、ニューヨーク州バッファローにあるフォレスト・ローン墓地 (Forest Lawn Cemetery) に埋葬された。生前、後世に残したものはどんなものかという話の中で、チザムは「後輩たちには『シャーリー・チザムにはガッツがあった (Shirley Chisholm had guts)』と言ってほしい。私のことはそんなふうに覚えておいてほしいわね」と語っている
2005年2月、シャーリー・チザムが大統領選挙に挑んだ足跡などを記録したドキュメンタリー番組『 Shirley Chisholm '72: Unbought and Unbossed 』が米公共放送で放送された,。番組ディレクター兼プロデューサーはアフリカ系アメリカ人インディペンデント映画制作者のショーラ・リンチ (Shola Lynch)。同番組は2004年のサンダンス映画祭にも出品され、2006年4月9日にはピーボディー賞 (Peabody Award) を受賞している。

## 著作物
チザムは自伝的書籍を2冊書いている。
- Chisholm, Shirley (1970). Unbought and Unbossed. Houghton Mifflin. ISBN 978-0-395-10932-8
  - Chisholm, Shirley (2010). Scott Simpson. ed. Unbought and Unbossed: Expanded 40th Anniversary Edition. Take Root Media. ISBN 978-0-9800590-2-1,
- Chisholm, Shirley (1973). The Good Fight. Harper Collins. ISBN 978-0-06-010764-2

## 褒賞
1975年、スミス大学から法学の名誉博士号を授与される。
1993年、「全米女性名誉の殿堂  (National Women's Hall of Fame)  」に殿堂入り。
2002年、テンプル大学教授モレフィ・ケテ・アサンテ (Molefi Kete Aasante) の選ぶ『100人の偉大なアフリカ系アメリカ人』のひとりに選ばれる。

## 関連文献
- Clack, Gary (February 27, 2008), “Shirley Chisholm broke ground before Barack Obama and Hillary Clinton”, Seattle Post-Intelligencer.
- 荒このみ 編訳『アメリカの黒人演説集』岩波書店〈岩波文庫 白26-1〉、2008年。ISBN 978-4-00-340261-0。